# توماس لمويل جيمس
توماس لمويل جيمس (بالإنجليزية: Thomas Lemuel James)‏ هو سياسي أمريكي، ولد في 29 مارس 1831 في أوتيكا في الولايات المتحدة، وتوفي في 11 سبتمبر 1916 في نيويورك في الولايات المتحدة. حزبياً، نشط في الحزب الجمهوري. وقد انتخب مدير مكتب البريد العام في الولايات المتحدة ‏ (5 مارس 1881 – 20 ديسمبر 1881) وانتخب List of Postmasters of New York City ‏.